# Jedward
John Paul Henry Daniel Richard Grimes y Edward Peter Anthony Kevin Patrick Grimes (Dublín, Irlanda; 16 de octubre de 1991) son un dúo irlandés de música pop. Son dos hermanos gemelos que cantan bajo el nombre de Jedward, conocidos por sus peculiares tupés y su ropa llamativa. En 2009 aparecieron en la sexta temporada de The X Factor (Reino Unido) con sus nombres reales John & Edward ganando una gran popularidad y quedando en sexto lugar. Desde entonces su mentor en el concurso, Louis Walsh, es también su mánager.
Jedward han lanzado tres álbumes de estudio: Planet Jedward, Victory y Young Love. Planet Jedward y Victory alcanzaron el doble disco de platino en Irlanda mientras que Young Love fue disco de oro. También han lanzado nueve sencillos, incluyendo "Under Pressure (Ice Ice Baby)" (mash-up de Under Pressure de Queen y la canción Ice Ice baby de Vanilla Ice), "Lipstick", la canción con la que representaron a Irlanda en el Festival de la Canción de Eurovisión 2011, y "Waterline", con la que representaron en Eurovisión a su país en 2012.
Jedward también son conocidos por su trabajo en televisión, incluyendo sus trabajos de presentadores de los programas infantiles Jedward's Big Adventure de ITV2 y OMG! Jedward's Dream Factory de RTE.

## Primeros años
Hermanos gemelos idénticos, John y Edward nacieron prematuramente en Dublín, hijos de una maestra, Susanna, y un experto en informática, John. Fueron criados en Rathangan junto a su hermano Kevin, el cual es estudiante de derecho. John es diez minutos mayor que Edward
La primera escuela de John y Edward fue Scoil Bhríde Escuela Nacional de Rathangan. A continuación, asistieron a la King's Hospital School durante cuatro años, donde fueron víctimas constantes de acoso escolar por parte de sus compañeros, por sobresalir del resto y por su amor por la música pop, por ello fueron trasladados al Instituto de Educación de Dublín. Los gemelos compitieron en concursos de talentos de la escuela durante sus años escolares y fueron inspirados por Justin Timberlake, Britney Spears y los Backstreet Boys. John y Edward fueron también miembros del Club de Atletismo Lucan Harriers y el Club de Atletismo Sur de Dublín Dundrum y compitieron en varios torneos deportivos irlandeses en la categoría de cross-country. Su amor por el atletismo no ha desaparecido desde entonces y continúan corriendo de modo habitual e incluso participaron en la Maratón de Los Ángeles en 2012.

## Factor X

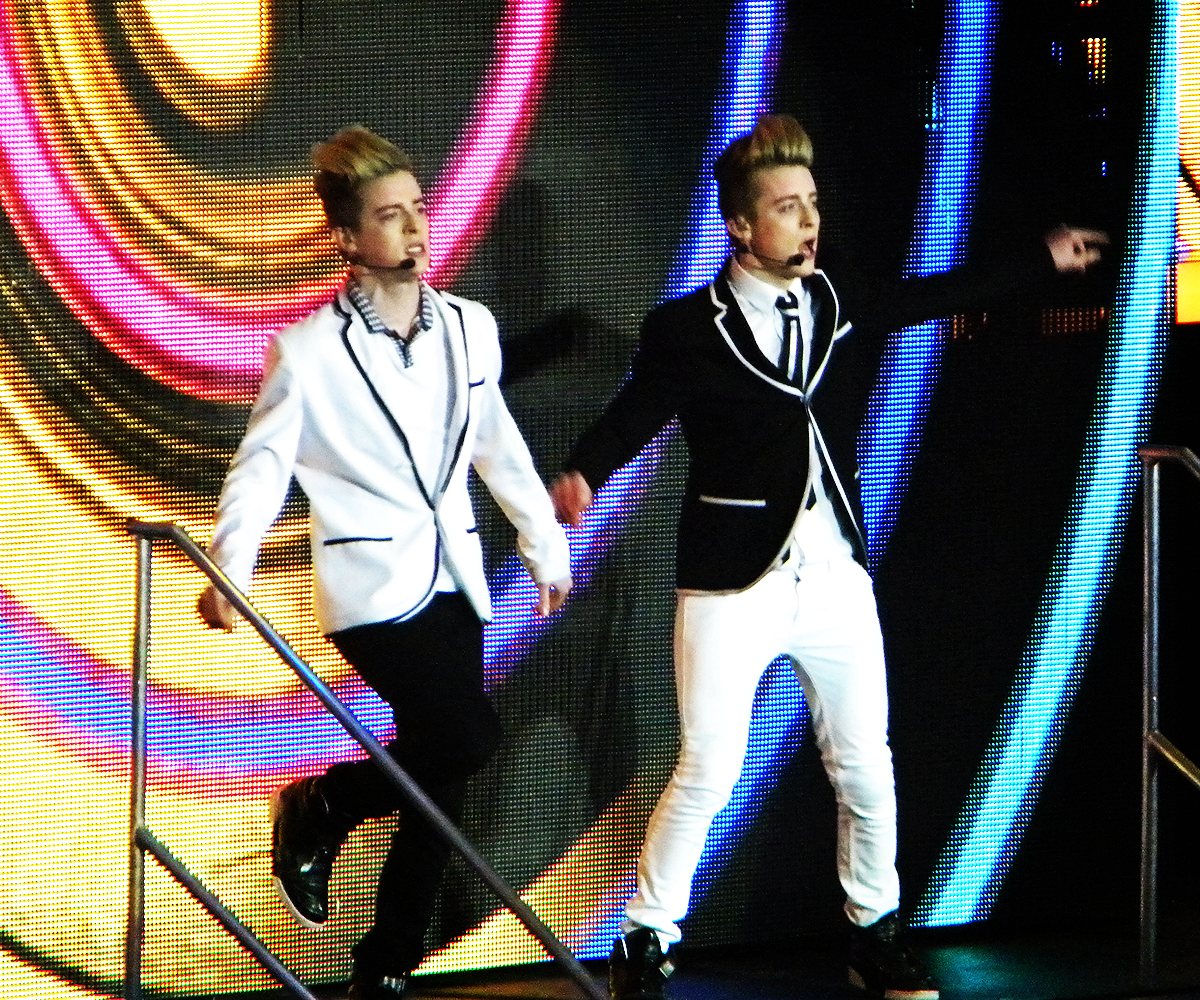
John y Edward actúan durante una de las galas de The X Factor

Los gemelos Grimes se presentaron a los cástines de The X Factor en Glasgow durante la sexta temporada del exitoso programa británico bajo el nombre artístico de John and Edward. Su mentor durante todo el concurso fue Louis Walsh. Los gemelos fueron los concursantes de los que más se habló durante esa temporada por sus actuaciones llamativas y sus personalidades entusiastas, controvertidas para parte del público.
John y Edward se enfrentaron a dos nominaciones, la primera, contra Lucie Jones durante la quinta semana del reality siendo salvados por el público después de que los jueces empatasen en su decisión, y la segunda en la séptima semana contra Olly Murs, escogido por los jueces y quien finalmente terminara segundo en el concurso. Los gemelos fueron expulsados finalizando en sexta posición a pesar de haber recibido más apoyo del público que Olly.
Fue durante el concurso cuando los fanes del dúo comenzaron a llamarles Jedward, nombre que se popularizó rápidamente por la prensa
En una de las galas John y Edward cantaron el mash-up de Under Pressure y Ice Ice Baby que posteriormente grabaron junto al cantante Vanilla Ice.

## Discografía

### Álbumes de estudio
Jedward cuentan con tres álbumes de estudio hasta la fecha: Planet Jedward (2010), Victory (2011) y Young Love (2012). Actualmente se encuentran en Los Ángeles grabando su cuarto álbum con productores musicales de la zona.

#### Planet Jedward
Su primer álbum vino precedido del lanzamiento de su primer sencillo Under Pressure (Ice Ice Baby) junto al rapero Vanilla Ice, poco después de abandonar Factor X. Este sencillo, lanzado en enero de 2010, fue fruto de un contrato valorado en 90.000 libras que los gemelos firmaron con Sony Music. El contrato abarcaba el lanzamiento de un único sencillo. La canción fue un éxito en Irlanda, donde alcanzó el número 1 en las listas de ventas, y en el Reino Unido, donde llegó al número 2.
En marzo de 2010 concluyó el contrato con Sony, pero al día siguiente, los gemelos ya habían firmado con Universal Music Ireland un contrato de tres álbumes. En julio de ese mismo año lanzaron el álbum Planet Jedward, un disco de versiones, junto al segundo sencillo del álbum, una versión de All the Small Things, canción del grupo Blink 182. El álbum entró en las listas de ventas irlandesas directamente al número 1, quedándose en el número 17 en Reino Unido.
Los gemelos realizaron su primera gira en solitario por Irlanda en abril de 2010 llamada Planet Jedward Tour. El éxito fue tal que se prolongó con 43 conciertos más por Irlanda y el Reino Unido, algunos medios incluso compararon el fenómeno Jedward con la Beatlemanía. En una de esas apariciones en Reino Unido, durante un concierto televisado, Edward se torció los ligamentos de la rodilla izquierda, aunque consiguió terminar la actuación a pesar del intenso dolor. Finalmente tuvo que ser operado para corregir el problema
La vida de los gemelos durante su ascenso a la fama y el lanzamiento del álbum fueron recogidos en un docu-reality para la cadena británica ITV2 llamado Jedward Let Loose en agosto de 2010, donde también se reflejó la promoción del álbum, la lesión de Edward y la grabación de los dos primeros videoclips del dúo.
En septiembre de 2010 el canal irlandés RTE lanzó un programa especial de similares características llamado OMG! It's Jedward! más adelante este programa sería editado en DVD, siendo un éxito de ventas.

#### Victory
Victory es el segundo álbum de estudio de Jedward, lanzado en julio de 2011, esta vez formado íntegramente por canciones originales. El álbum vino precedido del lanzamiento de "Lipstick" como primer sencillo en febrero de 2011, la canción con la que más adelante representarían a Irlanda en Eurovisión y con la que finalizarían en 8.ª posición. La canción fue un éxito no solo en Europa, llegando al número 3 de las listas de ventas de Austria entre otras, sino que incluso llegó a aparecer en las listas de Corea del Sur, gracias a que fue escogida para una campaña publicitaria de la marca Hyundai.
En mayo de 2011, poco después del Festival de Eurovisión, Jedward cantaron "Lipstick" en la visita del Presidente de los Estados Unidos, Barack Obama a Irlanda frente a un público de 60.000 espectadores.
Este segundo álbum también llegó al número 1 de las listas de ventas irlandesas. Más adelante se lanzaría por medio de Universal Music Germany una versión Europea de Planet Jedward consistente en una mezcla de las canciones de Planet Jedward y de Victory.

#### Young Love
El tercero, y hasta la fecha, último álbum del dúo irlandés es Young Love. Lanzado en junio de 2012. El primer sencillo del álbum fue la canción con la que representaron a Irlanda en Eurovisión por segunda vez, "Waterline". En esta segunda ocasión finalizaron en decimonovena posición.
Young Love, como sus predecesores, también llegó al número 1 de las listas de ventas en Irlanda y logró buenas ventas en diferentes países europeos y en Singapur, donde los gemelos hicieron un tour promocional al ver la cálida acogida a su música. El tema "Young Love", segundo sencillo del álbum tuvo un gran impacto en Asia, especialmente en Indonesia, donde la canción estuvo sonando en las principales radios del país durante meses.
El tercer sencillo oficial del álbum fue el tema "Luminous", el último lanzado por Universal Music Ireland antes de concluir su contrato con Jedward.
| Título                           | Detalles del álbum                                                                                  | Máxima posición en las listas | Máxima posición en las listas | Máxima posición en las listas | Máxima posición en las listas | Máxima posición en las listas | Máxima posición en las listas | Máxima posición en las listas | Máxima posición en las listas | Premios           |
| Título                           | Detalles del álbum                                                                                  | IRL                           | AUT                           | FIN                           | GER                           | SWE                           | KOR                           | EST                           | UK                            | Premios           |
| -------------------------------- | --------------------------------------------------------------------------------------------------- | ----------------------------- | ----------------------------- | ----------------------------- | ----------------------------- | ----------------------------- | ----------------------------- | ----------------------------- | ----------------------------- | ----------------- |
| Planet Jedward                   | - Lanzamiento: 16 de julio de 2010 - Discográfica: Universal Music - Formatos: CD, Descarga digital | 1                             | —                             | —                             | —                             | —                             | —                             | —                             | 17                            | - IRL: 2× Platino |
| Planet Jedward (Versión Europea) | - Lanzamiento: 15 de julio de 2011 - Discográfica: Universal Music - Formatos: CD, Descarga digital | —                             | 53                            | —                             | 51                            | 15                            | 22                            | —                             | —                             |                   |
| Victory                          | - Lanzamiento: 5 de agosto de 2011 - Discográfica: Universal Music - Formatos: CD, Descarga digital | 1                             | —                             | —                             | —                             | —                             | 32                            | —                             | 34                            | - IRL: 2× Platino |
| Young Love                       | - Lanzamiento: 22 de junio de 2012 - Discográfica: Universal Music - Formatos: CD, Descarga Digital | 1                             | 45                            | 22                            | 50                            | 11                            | 18                            | 8                             | 63                            | - IRL: Oro        |

### Sencillos

#### Como artistas principales
| Año  | Título                          | Máxima posición en las listas | Máxima posición en las listas | Máxima posición en las listas | Máxima posición en las listas | Máxima posición en las listas | Máxima posición en las listas | Máxima posición en las listas | Máxima posición en las listas | Máxima posición en las listas | Máxima posición en las listas | Álbum             |
| Año  | Título                          | IRL                           | AUT                           | BEL (FL)                      | BEL (WL)                      | GER                           | KOR                           | NL                            | SWE                           | SWI                           | UK                            | Álbum             |
| ---- | ------------------------------- | ----------------------------- | ----------------------------- | ----------------------------- | ----------------------------- | ----------------------------- | ----------------------------- | ----------------------------- | ----------------------------- | ----------------------------- | ----------------------------- | ----------------- |
| 2010 | "Under Pressure (Ice Ice Baby)" | 1                             | —                             | —                             | —                             | —                             | —                             | —                             | —                             | —                             | 2                             | Planet Jedward    |
| 2010 | "All the Small Things"          | 21                            | —                             | —                             | —                             | —                             | —                             | —                             | —                             | —                             | 80                            | Planet Jedward    |
| 2011 | "Lipstick"                      | 1                             | 3                             | 14                            | 26                            | 12                            | 8                             | 84                            | 11                            | 28                            | 40                            | Victory           |
| 2011 | "Bad Behaviour"                 | 1                             | —                             | —                             | —                             | —                             | 43                            | —                             | —                             | —                             | —                             | Victory           |
| 2011 | "Wow Oh Wow"                    | —                             | —                             | —                             | —                             | —                             | —                             | —                             | —                             | —                             | —                             | Victory           |
| 2012 | "Waterline"                     | 5                             | 65                            | 29                            | —                             | 62                            | —                             | —                             | 32                            | —                             | 122                           | Young Love        |
| 2012 | "Put the Green Cape On"         | 3                             | —                             | —                             | —                             | —                             | —                             | —                             | —                             | —                             | —                             | Sencillo benéfico |
| 2012 | "Young Love"                    | 31                            | —                             | —                             | —                             | —                             | —                             | —                             | —                             | —                             | —                             | Young Love        |
| 2012 | "Luminous"                      | 59                            | —                             | —                             | —                             | —                             | 73                            | —                             | —                             | —                             | —                             | Young Love        |

#### Como artistas invitados
| Año  | Título                                                   | Máxima posición en las listas | Máxima posición en las listas | Álbum    |
| Año  | Título                                                   | IRL                           | UK                            | Álbum    |
| ---- | -------------------------------------------------------- | ----------------------------- | ----------------------------- | -------- |
| 2009 | "You Are Not Alone" (con los finalistas de The X Factor) | 1                             | 1                             | Sencillo |

## Festival de la Canción de Eurovisión
Jedward han representado a Irlanda en Eurovisión en dos ocasiones, en 2011 y en 2012.

### Festival de la Canción de Eurovisión 2011

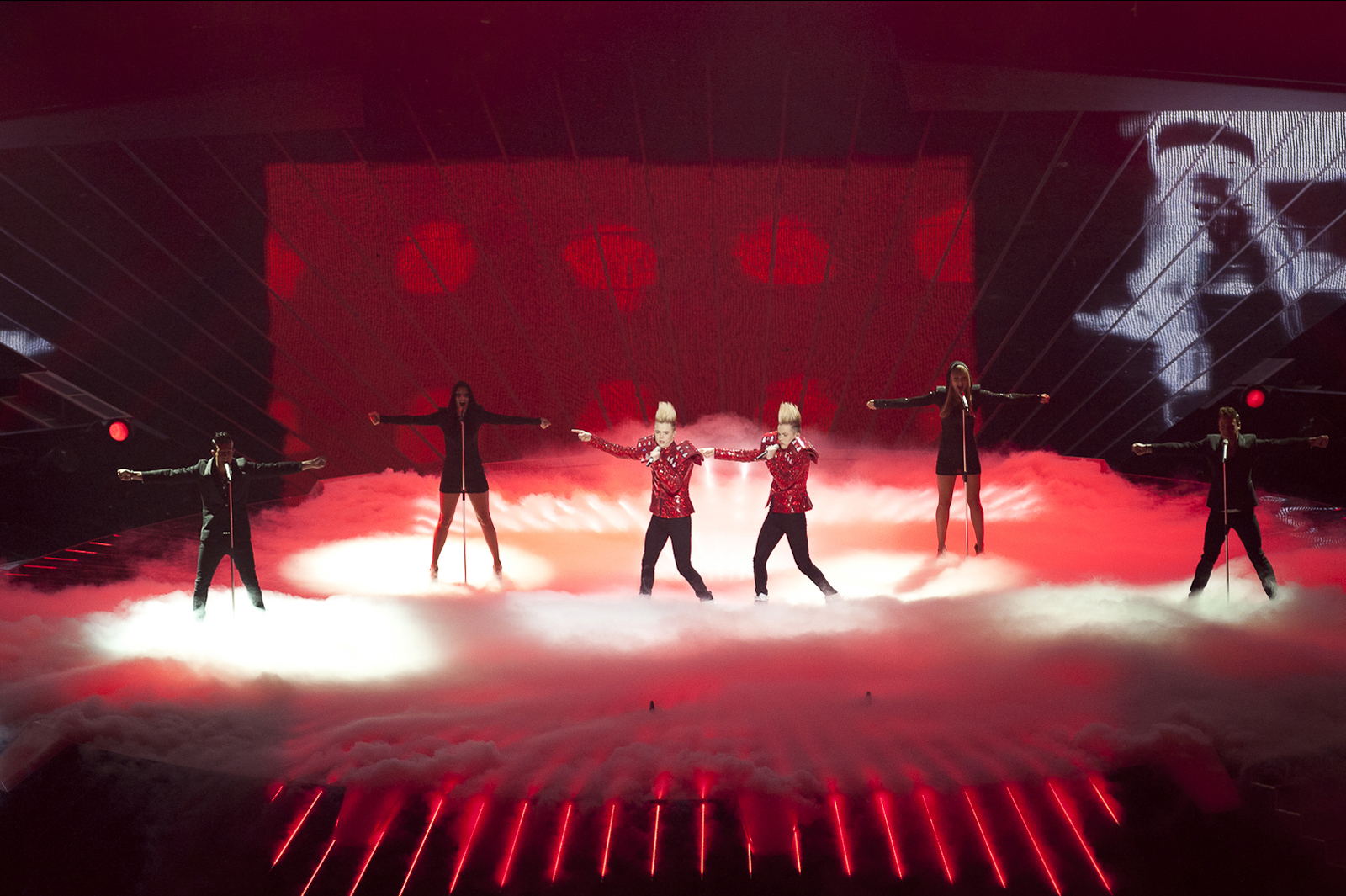
Jedward interpretando Lipstick en Eurovisión 2011

El 11 de febrero de 2011, los hermanos Jedward se alzaron con la victoria del Eurosong 2011, preselección irlandesa para elegir a su representante en el Festival de la Canción de Eurovisión 2011, con la canción Lipstick, colocándose por delante de una de las favoritas para ganar este concurso, Nikki Kavanagh, a sólo dos puntos de diferencia.
Jedward participó en la segunda semifinal de Eurovision el día 12 de mayo de 2011 clasificándose para la final en el octavo puesto. En la final, celebrada el 14 de mayo de 2011, consiguieron también quedar en octava posición con 119 puntos, Dinamarca, Suecia y Reino Unido les otorgaron la máxima puntuación.
Este año también ganaron el Premio Artístico Marcel Bezençon votado por los 43 comentaristas del concurso.

### Festival de la Canción de Eurovisión 2012
En febrero de 2012, volvieron a participar en la preselección irlandesa para Eurovisión Eurosong 2012 ganando de nuevo, por lo que consiguieron representar a Irlanda por segundo año consecutivo con la canción Waterline.
Tras su paso por la primera semifinal el 22 de mayo en Bakú logran la clasificación para la final del festival de Eurovisión siendo sextos en su semifinal. En la final de Eurovisión lograron 46 puntos, quedando en 19.ª posición, a pesar de quedar 10.º en el televoto.

## Otros trabajos

### Televisión
Jedward también son conocidos por su abundante trabajo en televisión en Reino Unido e Irlanda.
Han aparecido como invitados y colaboradores en numerosos shows, pero destacan sus tareas de presentación en sus propios programas. OMG! Jedward's Dream Factory es un programa infantil de la televisión irlandesa RTE, en él Jedward se encargan de realizar los sueños de los niños irlandeses, contando con invitados famosos. El programa hasta la fecha ha contado con dos temporadas, la primera, emitida durante las Navidades de 2011 y la segunda, durante las Navidades de 2012. Este show ha sido nominado en dos ocasiones como mejor programa infantil en los premios de la televisión Irlandesa (IFTA).
Jedward's Big Adventure es también un show infantil, en este caso, de la Británica ITV2. En este programa, Jedward recorren los lugares de interés cultural del Reino Unido con 2 invitados famosos en cada programa. Durante los programas se forman dos equipos compuestos cada uno por uno de los gemelos junto a uno de sus invitados, y tienen que aprender los datos más relevantes de cada lugar para después ejercer de guías turísticos para un grupo de niños. El equipo que más datos consiga enseñar a su grupo gana cada programa, sometiendo al equipo perdedor a un castigo. Este show cuenta con dos temporadas hasta la fecha, emitidas en 2012 y a principios de 2013.
El tercer programa en el que han asumido el rol de presentadores es Jedward's Weird Wild World, un programa emitido en 2012 para la cadena británica Channel 5 en la que John y Edward presentan los videos más divertidos de todo Internet.
También aparecen regularmente como colaboradores en el popular programa Celebrity Juice de la británica ITV2, y fue destacada su aparición como concursantes en Celebrity Big Brother, de Channel 5. El concurso se prolongó durante 3 semanas en septiembre de 2011 donde Jedward convivieron con un grupo de famosos internacionales. Nunca fueron nominados y llegaron a la final concluyendo el concurso en tercera posición. Desde entonces mantienen una amistad con la actriz estadounidense Tara Reid, quien apareció en el videoclip del tema "Wow oh Wow".

### Publicidad
Desde que dejaron Factor X, Jedward han participado en numerosas campañas publicitarias en Reino Unido e Irlanda para diferentes marcas, destacando las campañas para Disney Universe, Nintendo DS, y la compañía irlandesa de telefonía Three

### Teatro
Desde 2010 Jedward han actuado cada Navidad en una tradicional pantomima en el Olympia Theatre de Dublín. En estas obras Jedward hacen de sí mismos y cantan algunas de sus canciones en ellas. En 2010 participaron en Cenicienta, regresaron en 2011 con Jedward y las judías mágicas obra en la que se agotaron las casi 2000 entradas de cada uno de los 36 shows, en 2012 fue el turno de Jedward y la Lámpara Mágica. En 2013 protagonizarán su cuarta pantomima, Jedward en la Bella y la Bestia.

### Moda
Jedward han estado con la agencia Next Models y han aparecido en magazines de moda como i-D, Esquire y Grazia. También han tenido contacto con el diseñador Roberto Cavalli y con los diseñadores de la marca Dsquared, los también gemelos idénticos Dean y Dan Caten, quienes invitaron a Jedward a uno de sus desfiles de la Semana de la Moda de Milán. Jedward también hicieron una sesión de fotos para el prestigioso fotógrafo Leslie Kee, quien editó un libro llamado "Super Jedward" con las fotos del dúo, realizadas en un viaje a Japón a principios de 2012.

### Proyectos benéficos
Los gemelos han estado envueltos en muchos proyectos solidarios, siendo considerados como los más importantes embajadores de caridad en Irlanda en 2011.
Jedward son embajadores para la Sociedad Irlandesa para Prevenir la Crueldad en Niños (ISPCC) que defiende los derechos de los niños y lucha contra el bullying, del que ellos fueron víctimas de pequeños. Para esta Sociedad participaron en una impactante campaña publicitaria en la que aparecían ensangrentados.
En 2012 grabaron el sencillo "Put the Green Cape On" para apoyar a Irlanda en la Eurocopa de Fútbol de 2012, cuyos beneficios también fueron para la ISPCC.
Desde 2010 Jedward han participado en el Childline Concert cada año, que recauda fondos para el servicio de ayuda telefónica de la ISPCC.
Jedward también se han involucrado en las campañas benéficas Comic Relief, Sport Relief, y Children in Need en el Reino Unido.
Además son conocidos por hacer visitas durante todo el año a diversos hospitales irlandeses.

## Curiosidades
Gran parte de sus videos musicales son grabados y editados por ellos mismos durante sus múltiples viajes. La lista de videos hechos por ellos consta de: "Lipstick" rodado en París, "Miss America" rodado en Nueva York, "Waterline" en Tokio, "Young Love" en Dublín, "A girl like you" en Orlando, "How did you know" en Saint Tropez, "Happens in the dark" en Toronto, "What's your number" en Nueva York y "P.O.V." en Sídney. Todos están disponibles en su canal de Youtube JedwardTV.
En junio de 2012 tuvieron el honor de ser uno de los relevos de la antorcha Olímpica por las calles de Dublín.